# Louis Vacca
Pour les articles homonymes, voir Vacca.
Luigi Vacca (né en 1778 à Turin et mort dans la même ville le 6 janvier 1854) est un peintre italien du XIXe siècle.

## Biographie

### Jeunesse et formation

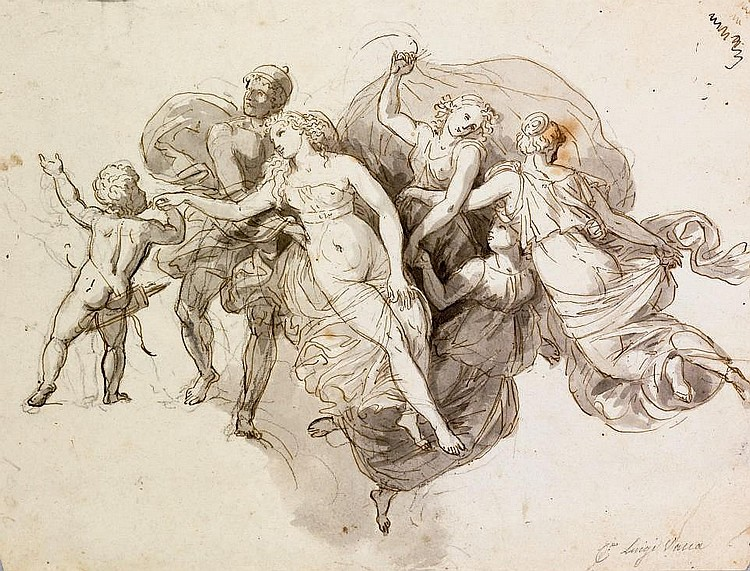
Vénus et les Grâces, par Luigi Vacca.

Il se forme auprès de son père, Angelo Vacca, lui-même peintre.

## Œuvres
Sa première grande œuvre est la décoration du Château de Govone (it). Ensuite, son principal mécène, le roi Charles-Félix de Savoie, lui demande de participer à la reconstruction de l'abbaye d'Hautecombe, où il travaille avec le jeune Francesco Gonin sur les fresques qui ornent l'abbatiale.
Il est l'auteur du rideau de scène du théâtre Charles-Dullin de Chambéry, peint en 1824 et restauré en 2017.
Il est l'auteur en 1853 de la voute de la basilique du Corpus Domini à Turin et de fresques de l'église des Saint-Martyrs dans la même ville.
Il est l'auteur d'un portrait de Johann Gottfried Schreiber exposé au musée de minéralogie de l'Ecole des mines de Paris.